# Aziz Ansari
Aziz Ansari (Columbia, 23 de febrero de 1983) es un actor, comediante de stand up y escritor estadounidense. Interpretó a Tom Haverford en el programa de NBC Parks and Recreation y a Dev Shah en la serie de Netflix "Master of None".

## Primeros años
Aziz Ansari nació en Columbia, Carolina del Sur, en una familia musulmana tamil de Tamil Nadu, India. Ansari creció en Bennetsville, Carolina del Sur, donde asistió a la Academia Marlboro, así como a la Escuela de Ciencias y Matemáticas de Gobernador de Carolina del Sur. Se graduó de la Escuela de Negocios Stern de la Universidad de Nueva York con especialización en mercadotecnia. Su madre, Fátima, trabaja en un consultorio médico, y su padre, es un gastroenterólogo. Tanto Fátima como Shoukath han aparecido en la primera y segunda temporada de Master of None.

## Carrera
Nació en febrero de 1983 en Columbia (Carolina del Sur, EE. UU.). Sus padres son de origen musulmán tamil indio.
Ansari comenzó su carrera en la comedia actuando en monólogos en Nueva York durante el verano de 2001 mientras asistía a la Universidad de Nueva York. En el año 2007, creó y protagonizó la comedia de MTV Human Giant, que se emitió durante dos temporadas. Esto le permitió actuar en películas como Funny People, I Love You, Man, Observe and Report, y 30 Minutes or Less. El actor también participará en la comedia The End of the World (2013). No obstante, su papel más conocido es el de Tom Haverford en la serie Parks and Recreation.
Ansari continuó trabajando como comediante. Lanzó su primer CD / DVD, titulado Intimate Moments For A Sensual Evening, en enero de 2010. Durante 2010 y 2011 realizó una gira y anunció otra para el 2012 titulada Buried Alive.
El 6 de noviembre de 2015 se estrena la serie original de Netflix Master of None, creada y escrita junto al guionista Alan Yang, en la cual interpreta a Dev Shah. La serie cuenta con dos temporadas recibidas con buenas críticas. The New York Times llamó, respecto a su estreno, al show "la mejor comedia del año directamente desde la puerta". La segunda temporada lanzada el 12 de mayo de 2017 está valorada con un 100 % en Rotten Tomatoes. Cada temporada ha sido galardonada con dos Premios Primetime Emmy por el mejor guion - Serie de comedia; y Ansari logró el globo de oro al mejor actor - serie de comedia por la segunda.

## Filmografía
| Año  | Película                    | Rol                | Notas        |
| ---- | --------------------------- | ------------------ | ------------ |
| 2006 | School for Scoundrels       | Compañero de clase |              |
| 2008 | The Rocker                  | Aziz               |              |
| 2009 | Funny People                | Randy Springs      |              |
| 2009 | Observe and Report          | Saddamn            |              |
| 2009 | I Love You, Man             | Eugene             |              |
| 2010 | Get Him to the Greek        | Matty Briggs       |              |
| 2011 | 30 Minutes or Less          | Chet               |              |
| 2011 | What's Your Number?         | Jay                |              |
| 2012 | Ice Age: Continental Drift" | Squint             | Voz          |
| 2012 | Cruel Summer"               | Prisionero         | Cortometraje |
| 2013 | Epic                        | Mub                | Voz          |
| 2013 | This Is the End             | Él mismo           |              |
| 2014 | Date and Switch             | Marcus             |              |

### Televisión
| Año          | Serie                                    | Rol                             | Notas                                                                                            |
| ------------ | ---------------------------------------- | ------------------------------- | ------------------------------------------------------------------------------------------------ |
| 2004         | Uncle Morty's Dub Shack                  | MC Bricklayer                   | Episodio: "Didja Listen to My Demo?"                                                             |
| 2007         | Flight of the Conchords                  | Sinjay                          | Episodio: "Drive By"                                                                             |
| 2007–08      | Human Giant                              | Varios roles                    | 14 episodios; además cocreador, guionista y productor ejecutivo.                                 |
| 2008         | Worst Week                               | Trabajador de la morgue         | Episodio: "Pilot"                                                                                |
| 2009         | Reno 911!                                | Representante de la aseguradora | 3 episodios                                                                                      |
| 2009         | Scrubs                                   | Ed Dhandapani                   | 4 episodios                                                                                      |
| 2009–15      | Parks and Recreation                     | Tom Haverford                   | Reparto principal                                                                                |
| 2010         | Intimate Moments for a Sensual Evening   | Él mismo                        | Especial de Comedy Central                                                                       |
| 2010         | The Life & Times of Tim                  | Gabe                            | Episodio: "Nagging Blonde/Tim & the Elephant"                                                    |
| 2012         | Dangerously Delicious                    | Él mismo                        | Comedy Central special                                                                           |
| 2012         | NTSF:SD:SUV::                            | The Toucher                     | Episodio: "Prairie Dog Companion"                                                                |
| 2012–present | Bob's Burgers                            | Darryl                          | Voz 6 episodios                                                                                  |
| 2013         | Adventure Time                           | DMO                             | Voz Episodio: "Be More"                                                                          |
| 2013         | The Venture Bros.                        | Martin                          | Voz Episodio: "What Color Is Your Cleansuit?"                                                    |
| 2013         | Comedy Bang! Bang!                       | Él mismo                        | Episodio: "Aziz Ansari Wears A Charcoal Blazer"                                                  |
| 2013         | The Comedy Central Roast of James Franco | Roaster (él mismo)              | Especial de TV                                                                                   |
| 2013         | The Getaway                              | Presentador                     | Episodio: "Aziz Ansari in Hong Kong"                                                             |
| 2013         | Buried Alive                             | Él mismo                        | Netflix Especial                                                                                 |
| 2013         | The League                               | Dr. Hector Rocha                | Episodio: "The 8 Defensive Points of Hanukkah"                                                   |
| 2013         | Wander Over Yonder                       | Westley                         | Voz Episodio: "The Little Guy"                                                                   |
| 2013–14      | Ben 10: Omniverse                        | Billy Billions                  | Voz 2 episodios                                                                                  |
| 2015         | Kroll Show                               | Sly Dufrense                    | Episodio: "Body Bouncers"                                                                        |
| 2015         | Major Lazer                              | Goosh                           | Voz Episodio: "I'm Gonna Git You Suckoid"                                                        |
| 2015         | Master of None                           | Dev Shah                        | Netflix original / Papel principal; además: cocreador, productor ejecutivo, guionista, director. |

## Premios y nominaciones

### Premios Primetime Emmy
| Año  | Categoría                          | Trabajo nominado | Resultado | Ref.  |
| ---- | ---------------------------------- | ---------------- | --------- | ----- |
| 2016 | Mejor serie de comedia             | Master of None   | Nominado  | [ 2 ] |
| 2016 | Mejor dirección - Serie de comedia | Master of None   | Nominado  | [ 2 ] |
| 2016 | Mejor guion - Serie de comedia     | Master of None   | Ganador   | [ 2 ] |
| 2016 | Mejor actor - Serie de comedia     | Master of None   | Nominado  | [ 2 ] |
| 2017 | Mejor serie de comedia             | Master of None   | Nominado  | [ 2 ] |
| 2017 | Mejor guion - Serie de comedia     | Master of None   | Ganador   | [ 2 ] |
| 2017 | Mejor actor - Serie de comedia     | Master of None   | Nominado  | [ 2 ] |

### Premios Globo de Oro
| Año  | Categoría                      | Trabajo nominado | Resultado | Ref.  |
| ---- | ------------------------------ | ---------------- | --------- | ----- |
| 2016 | Mejor actor - Serie de Comedia | Master of None   | Nominado  | [ 3 ] |
| 2017 | Mejor actor - Serie de Comedia | Master of None   | Ganador   | [ 3 ] |